# Paysages de France
 (février 2016).
Paysages de France est une association française de protection de l'environnement , fondée en 1992. Elle est destinée à la protection des paysages et à la lutte contre toute forme de pollution visuelle, notamment l’affichage publicitaire.

## Objectifs et missions
Paysages de France a pour objet de “protéger, réhabiliter et valoriser les paysages urbains et non urbains, ces derniers constituant une part essentielle du "patrimoine commun de la nation" ”.
Pour atteindre ses objectifs, elle combat toutes les formes de dégradation du paysage et du cadre de vie, y compris les pollutions visuelles dans les milieux urbains, non urbains, maritimes et aériens. Elle assure le respect rigoureux de toutes les lois et réglementations relatives à la protection et la préservation des paysages. Dans ce cadre, elle s'engage spécifiquement à combattre les nuisances visuelles créées par les publicités, les enseignes et les préenseignes.

## Agrément et reconnaissance
Paysages de France est une association régie par la loi du 1er juillet 1901. En tant que telle, elle est agréée au niveau national en vertu de l'article L. 141-1 du Code de l'environnement. Elle est reconnue comme un interlocuteur régulier et influent auprès du ministère de l'Environnement et de l'Écologie, participant activement à diverses consultations législatives, comme celles liées au projet de loi "Grenelle II" (2010).

## Types d'action

### Interventions locales
Au niveau local, l'association contribue à l'élaboration des règlementations sur l'affichage publicitaire et les enseignes au niveau des règlements locaux de publicités (RLP),. Elle siège aussi dans les commissions départementales de la nature, des paysages et des sites (CDNPS)  où elle aide à identifier et corriger les illégalité dans les dispositions locales, ainsi qu'à améliorer les projets présentés par les collectivités,.

### Conseil et expertise
Paysages de France est régulièrement sollicitée pour son expertise technique par les pouvoirs publics - agents territoriaux, représentants des forces de l’ordre -, les entreprises et commerce, d’autres associations de protection de l’environnement, et de nombreux particuliers [citation nécessaire]

### Recours administratifs et judicaires
L'association s’investit pour que les entreprises de publicité, les grandes surfaces et les autorités locales respectent les règles du Code de l'environnement concernant la publicité extérieure. Elle envoie régulièrement aux maires et aux présidents d'EPCI des rapports détaillant les publicités et enseignes qui ne sont pas conformes à la législation.
Lorsque les infractions signalées n’ont pas été résolues par les pouvoirs publics, elle se voit souvent contrainte de déposer des requètes auprès des tribunaux administratifs pour faire appliquer la loi. Entre 1992 et 2023, l'Etat a ainsi été condamné une centaine de fois pour la carence des préfets à faire respecter le Code de l'environnement,,.

### Sensibilisation du public
Paysages de France mène régulièrement des actions symboliques telles que des bâchages ou recouvrements de panneaux pour sensibiliser le public aux enjeux de la pollution visuelle[citation nécessaire].
Elle décerne tous les ans les “prix de la France moche”, en sélectionnant des photographies de lieux faisant l’objet d’une pollution visuelle importante, notamment par les publicités ou enseignes, qu’elles soient en infraction ou non (entrées de ville, zones commerciales, publicités aux abords de monuments historiques, bâches publicitaires de grand format...).

## Soutiens et adhésions
L'association compte 1300 adhérents, dont une soixantaine d'associations.
Elle a reçu le soutien de personnalités éminentes, telles qu'Alain Finkielkraut, Albert Jacquard, Edgar Morin, et Hubert Reeves.
D’anciens ministres de l'environnement comme Corinne Lepage , Nathalie Kosciusko-Morizet ou Nicolas Hulot  ont également fait part ponctuellement de leur soutien à l’association[citation nécessaire].

## Filmographie
- Montauban et les 400 panneaux de Tony Smith.